# WIEM
WIEM (пол. Wielka Interaktywna Encyklopedia Multimedialna, «Большая интерактивная мультимедийная энциклопедия»)  — онлайновая энциклопедия на польском языке, доступная бесплатно и без необходимости регистрации.
Энциклопедия выпускается с 1998 года на основе двух энциклопедий. Последняя, наиболее полная версия содержит более 125 тысяч статей и около 9 тысяч мультимедийных файлов (изображений, фрагментов видео, звукозаписей). С 2000 года является частью Интернет-портала Onet.pl . 